# Kloster San Juan de la Peña

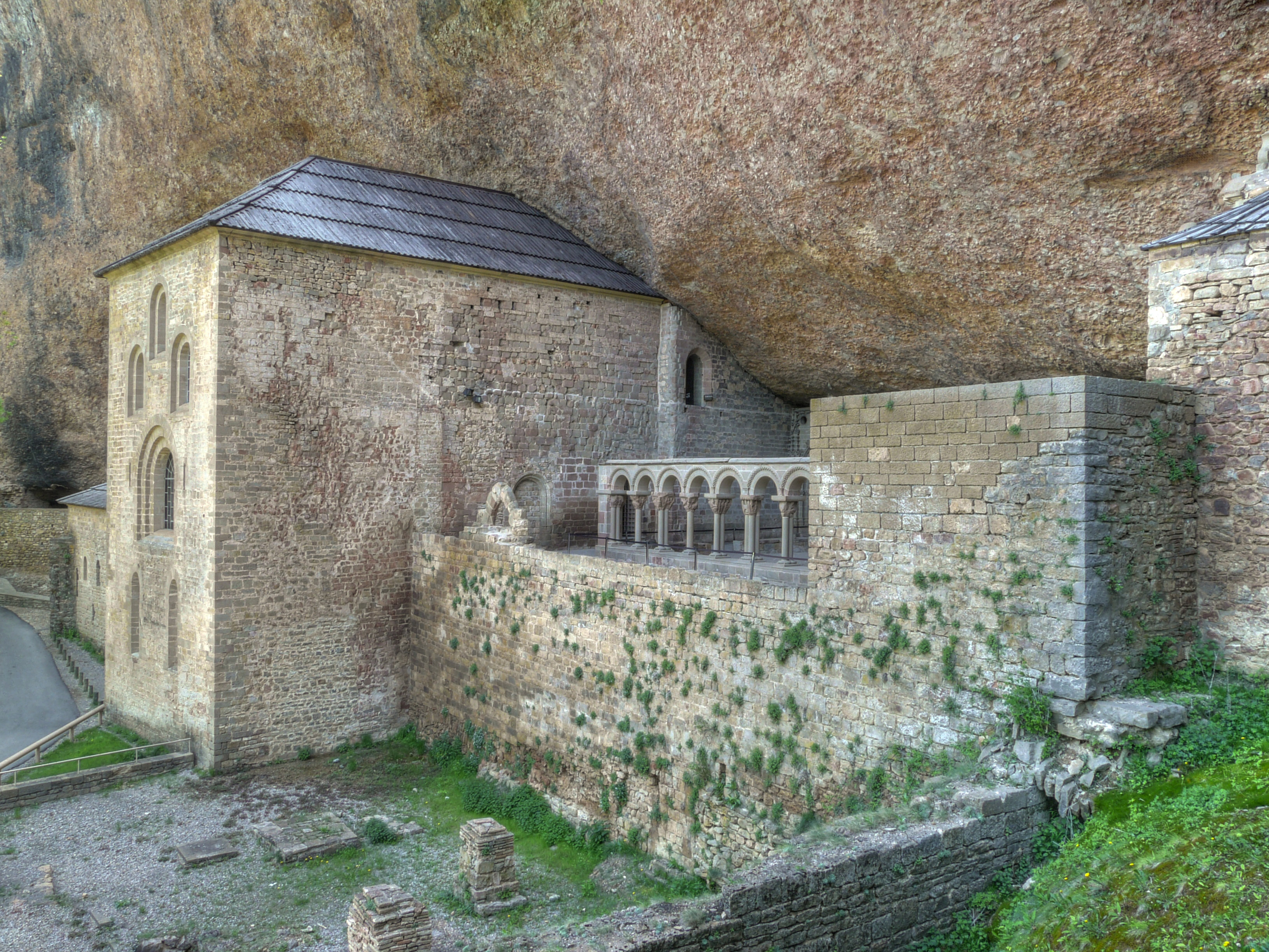
San Juan de la Peña

Grundrisse der beiden Klosterebenen
a) Obergeschoss
1. Backhaus (heute Ausstellungsraum)
2. Grabkapelle der Könige
3. Hof mit Adelsgräbern
4. Museum
5. romanische Oberkirche
6. mozarabisches Tor
7. gotische Sankt-Victorián-Kapelle
8. romanischer Kreuzgang
9. barocke Sankt-Voto-Kapelle
b) Untergeschoss
10. präromanische Kirche
11. „Konziliensaal“ (Dormitorium)

Das Königliche Kloster San Juan de la Peña (San Chuan d’a Peña) ist ein ehemaliges Benediktinerkloster in Aragonien in Spanien. Es war im späten Mittelalter das bedeutendste Kloster des Landes. San Juan de la Peña besitzt einen hervorragenden romanischen Kreuzgang und im Kloster befindet sich eine Gruft für die Könige Aragoniens.

## Geografische Lage
Das mittelalterliche Kloster liegt im Gebiet der Ortschaft Botaya südwestlich der Stadt Jaca, in einer engen Schlucht, unter einem weit herausragenden Bergüberhang der äußeren Pyrenäen, der Sierra San Juan de la Peña, die 1920 zum Landschaftsschutzgebiet erklärt wurde. Der Bergüberhang öffnet sich in etwa nach Norden, so dass die Anlage kaum direktes Sonnenlicht erhält. Diese Lage unter einem Felsüberhang ist einzigartig. Das anstehende Gestein ist ein sehr weiches Konglomerat, das das Ausschwemmen von Höhlen und die Bildung der Überhänge begünstigte, in dem es aber auch sehr leicht war, Höhlen einzugraben.

## Geschichte

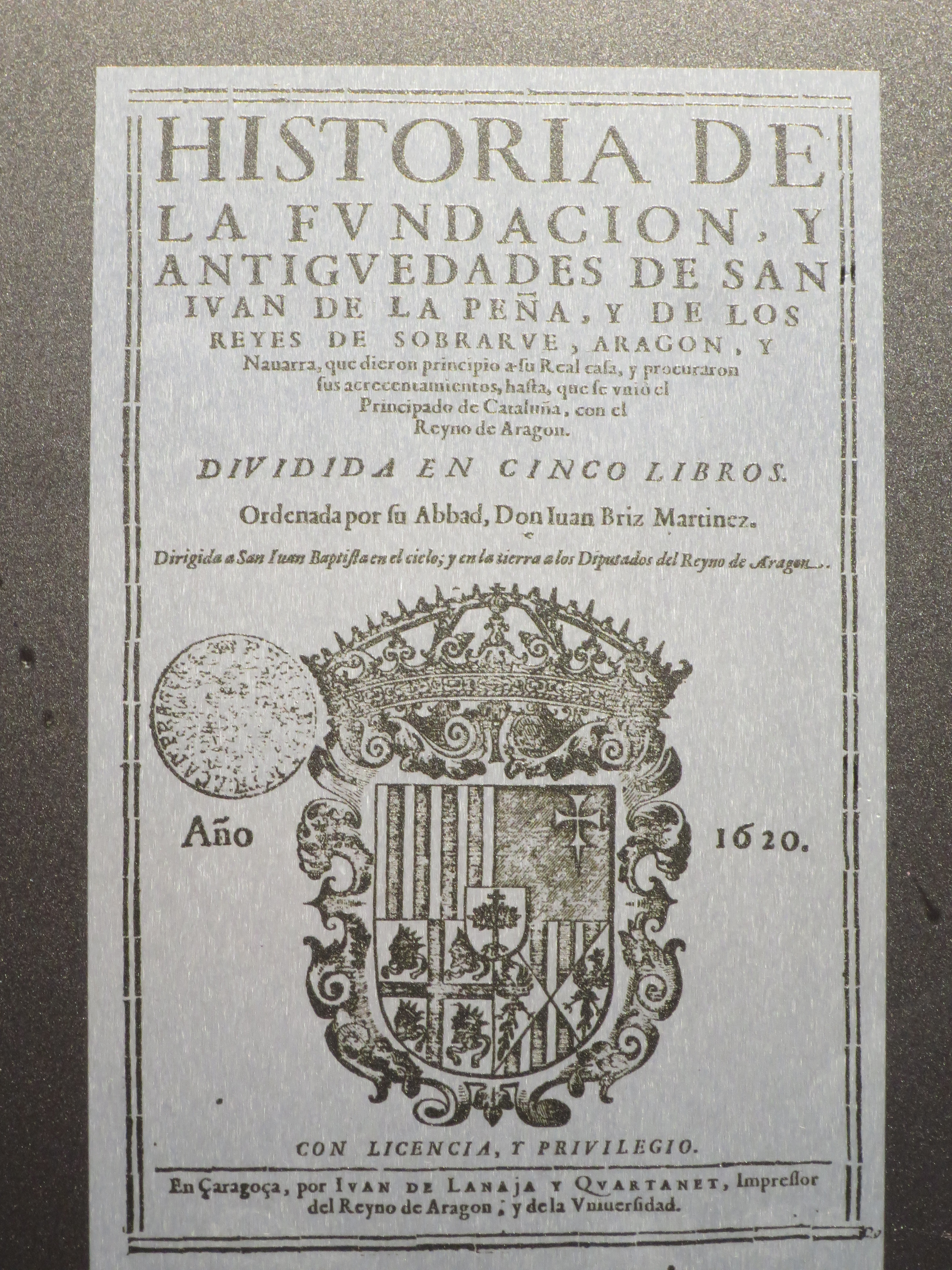
Titelblatt der ersten gedruckten Geschichte des Klosters – Juan Briz Martinez: Historia de la Fundacion, y antiguedades de San Juan de la Peña, 1620

Westgoten flüchteten in diese bergige, unzugängliche Gegend, als das Westgotenreich bei der muslimischen Eroberung Spaniens ab 711 zusammenbrach. Sie errichteten hier eine Festung, die die Araber aber bereits 734 wieder zerstörten. In der Folgezeit flüchteten mehrere hierher und lebten in einer losen Gemeinschaft, die bis zum Anfang des 10. Jahrhunderts bestand. García Íñiguez, König von Pamplona, und Galindo I. Aznárez, Graf von Aragón, waren im 9. Jahrhundert große Gönner der Einsiedelei.
920 wurde das Gebiet von Galindo Aznárez II. erobert, der an dieser Stelle ein kleines Kloster erbauen ließ, das einem Heiligen Julian und einer Heiligen Basilisa geweiht war. Aus dieser Zeit ist die mozarabische Unterkirche erhalten. Anfang des 11. Jahrhunderts verbrachte der später heiliggesprochene Íñigo von Oña als Mönch einige Zeit hier. König Sancho I. stiftete dann das Johannes dem Täufer geweihte Kloster. Der Bau begann 1026. 1028 wurde für das Kloster die benediktinische Regel eingeführt. Am 22. März 1071 war das Kloster San Juan de la Peña der erste Ort in Spanien, an dem der römische Ritus eingeführt wurde. Er ersetzte den westgotischen Ritus. Spätestens 1071 wurde auch die Regel von Cluny eingeführt. Die mächtige und erstarkte Abtei befand sich am Ende des 11. und Anfang des 12. Jahrhunderts in einem heftigen Streit mit dem Bischof von Jaca. Dabei wurden – üblich in damaliger Zeit – auch zahlreiche Urkunden gefälscht. Dadurch und durch Urkundenverluste in späterer Zeit sind exakte Aussagen zur Frühgeschichte des Klosters schwierig.
San Juan de la Peña war damals ein Zentrum von Wissenschaft und Kultur in Aragonien. Besonders bedeutend war das Skriptorium des Klosters. Hier entstand in dieser Zeit unter anderem eine 194 Blatt umfassende Abschrift der Bibel auf Pergament, des ältesten erhaltenen Bibelmanuskripts aus Aragon.
König García Sánchez I. von Navarra gewährte den Mönchen das Recht auf Gerichtsbarkeit, und seine Nachfolger bis Sancho Garcés III. förderten das Kloster weiter. Unter seiner Regierung entstand ein großer Teil der heute noch erhaltenen Gebäude. Der Kreuzgang wurde im 12. Jahrhundert ergänzt.
Am Ende des 11. Jahrhunderts, unter der Regierung von Sancho I., erlangte das Kloster seine größte Bedeutung und wurde auch zur Begräbnisstätte der Könige von Aragon.

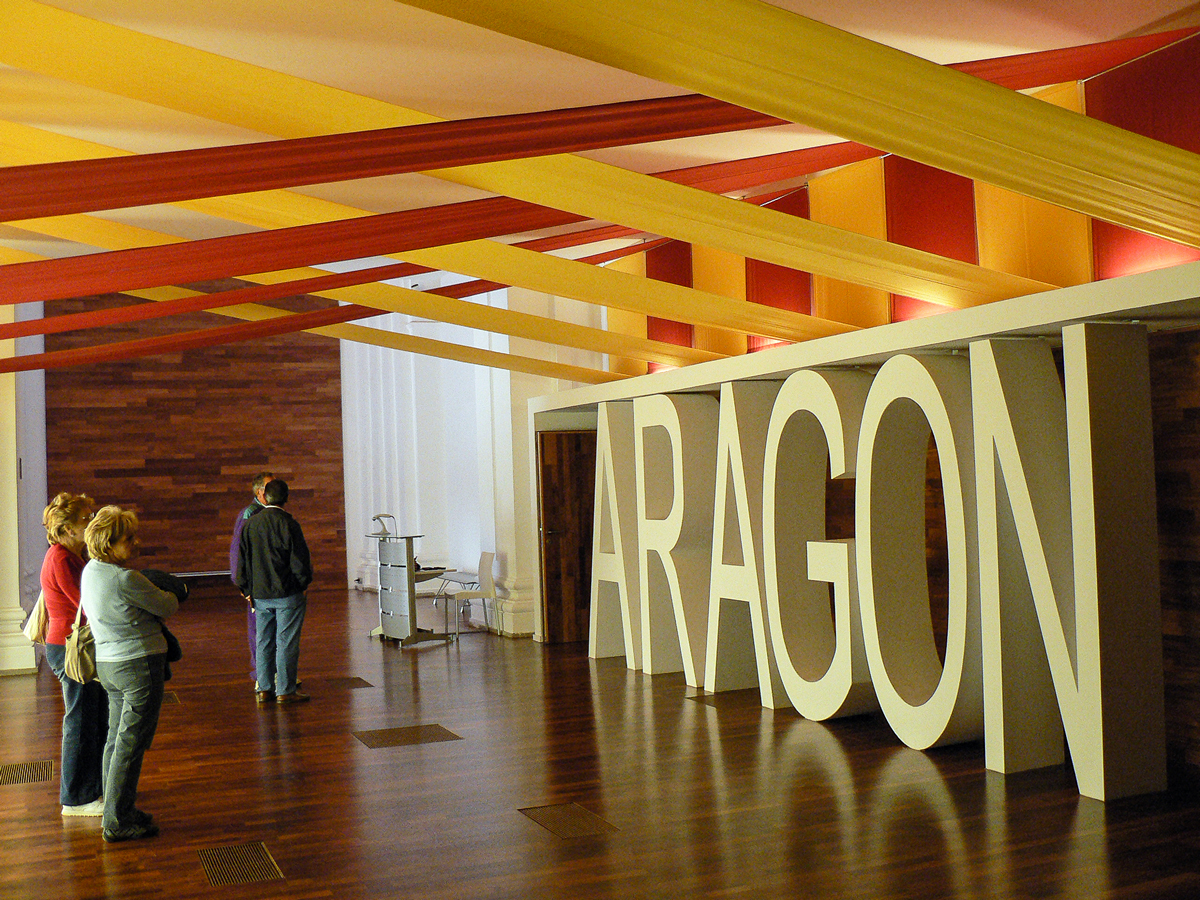
Zentrum zur Geschichte des Königreichs Aragon

Zwei Brände, 1494 und am 24. Februar 1675, verursachten große Schäden, letzterer hielt drei Tage lang an. Wegen der ungünstigen Lage des alten Klosters wurde es nach dem zweiten Brand nicht mehr am historischen Ort aufgebaut, sondern etwa 100 m höher, auf der über dem Überhang gelegenen Hochfläche von San Indalecio, die klimatisch günstiger war und auch sehr viel mehr Platz bot. Die baulichen Anlagen des neuen Klosters wurden im Spanischen Unabhängigkeitskrieg 1809 erneut schwer beschädigt, als französische Truppen sie in Brand setzten. Anschließend begannen die Mönche, die Anlage wieder in Stand zu setzen. Allerdings wurde das Kloster dann am 16. August 1835 – wie alle anderen Klöster in Spanien – durch den Staat säkularisiert. Durch mangelnden Bauunterhalt und ohne angemessene Nutzung verfiel die Anlage und wurde erst Ende des 19. Jahrhunderts teilweise wieder hergestellt.
Von 1999 bis 2007 wurde sie grundlegend saniert: Ein Luxushotel, ein Zentrum zur Geschichte des Königreichs Aragon und eines zur Geschichte des Klosters entstanden in den alten Mauern.

## Mittelalterliche Anlage

### Höhlenkirche
Die Kirche des Klosters ist zweistöckig, wobei die beiden Ebenen nicht direkt miteinander verbunden sind. Jede der Ebenen bildet einen eigenen Kirchenraum.
Die untere Kirche ist der älteste erhaltene Gebäudeteil des Klosters. Die mozarabische Unterkirche wurde von 920 oder kurz danach errichtet. Sie ist zweischiffig mit zwei Apsiden. Dort haben sich Reste romanischer Malerei aus dem 12. Jahrhundert erhalten. Die Malerei in der linken Apsis zeigt das Martyrium der Heiligen Kosmas und Damian. Der Unterkirche vorgelagert ist das Dormitorium der Mönche, der sogenannte „Konziliensaal“. Er kam im 11. Jahrhundert dazu.
Die Oberkirche stammt aus der zweiten Hälfte des 11. Jahrhunderts, als das Kloster ausgebaut wurde. Am 4. Dezember 1094 wurde sie Johannes dem Täufer geweiht. Sie ist einschiffig und schließt mit drei Apsiden, die teilweise in den anstehenden Berg geschlagen sind. Die Apsiden wurden erst in einem zweiten Bauabschnitt, der der Weihe 1094 folgte, eingefügt. Die Decke der Kirche wird zum Teil aus dem anstehenden Gestein gebildet. Beleuchtet wird die Kirche ausschließlich von Fenstern an der Westseite. Der Austritt zum Kreuzgang erfolgt von hier durch eine Pforte in mozarabischem Stil. Sie soll angeblich von der Unterkirche hierher transloziert worden sein, vielleicht ist sie aber auch einziger Rest einer Oberkirche aus der Zeit, bevor hier die heutige Oberkirche errichtet wurde. Die Pforte trägt eine (später zugefügte) lateinischsprachige Inschrift.

### Kreuzgang

#### Bauliche Anlage
Der Kreuzgang aus dem 12. Jahrhundert liegt vollständig unter dem Felsüberhang. Das hatte zur Folge, dass er niemals gedeckt war. Oberhalb der Bogenstellung, rundbogige Arkaden auf Zwillingssäulen, endete das Bauwerk. Den Wetterschutz stellte der Felsüberhang sicher.
Im Bereich des Kreuzgangs stehen zwei Kapellen:
- Die Sankt-Viktorian-Kapelle, die Anfang des 15. Jahrhunderts unter den Bergüberhang „gequetscht“ wurde, als Grabkapelle der Äbte diente, und die durch ihr reich dekoriertes flamboyant-spätgotisches Portal auffällt.[20]
- Die Sankt-Voto-Kapelle, eine barocke Kapelle, die im 17. Jahrhundert in den Berg geschlagen wurde.[21]

#### Die Kapitelle
Die Kapitelle des Kreuzgangs sind herausragende Kunstwerke der Romanik. Der Kreuzgang wurde allerdings so oft restauriert, dass die ursprüngliche Folge der Kapitelle heute unbekannt ist. Es lassen sich unterschiedliche Gruppen identifizieren:
- Die ältesten stammen vom Ende des 11. Jahrhunderts. Themen sind hier fantastische Tiere, geometrische und pflanzliche Motive.
- Eine zweite Gruppe von 12 Kapitellen wurde im letzten Drittel des 12. Jahrhunderts von dem „Meister von San Juan de la Peña“ geschaffen (auch: Meister von Agüero). Er hat dabei Kapitelle nur für zwei Flügel des Kreuzgangs geschaffent. Sie zeigen bildliche Darstellungen, Szenen aus der Bibel, und ersetzten vermutlich ältere Kapitelle.[23] Das ikonographische Programm der 26 erhaltenen Kapitelle scheint sich auf die Erlösung durch den Glauben zu konzentrieren und die wichtigsten Episoden dafür auszuwählen. Die Kapitelle sind als Basreliefs gearbeitet, die fast alle von einem Horror vacui beherrscht werden. Die Gesten sind theatralisch, Augen und Mund betont. Was die Formen betrifft, so sind sie geometrischen Schemata unterworfen.

Die Kapitelle mit bildlicher Darstellung zeigen folgende Motive:
1. Kain und Abel[25]
2. Adam und Eva werden aus dem Paradies vertrieben[26]
3. Adam und Eva nach der Vertreibung aus dem Paradies bei der Arbeit[27]
4. Traum des Joseph vor der Flucht nach Ägypten[28]
5. Das Schloss des Königs Herodes[29]
6. Die Heiligen Drei Könige folgen dem Stern von Betlehem[30]
7. Wunder des Fischfangs[Anm. 5][31]
8. Hochzeit zu Kana[31]
9. Jesus und die Ehebrecherin[32]
10. Erweckung des Lazarus[32]
11. Jesu Einzug in Jerusalem[33]
12. Das Letzte Abendmahl[33]

### Königsgruft
Die königliche Gruft („Panthéon“) von San Juan de la Peña ist ebenfalls eine zweigeschossige Anlage. Frühe aragonische Grafen, Könige von Aragon und Könige von Navarra, die in Aragon regierten, wurden dort über einen Zeitraum von fünf Jahrhunderten bestattet. Unter anderem liegen hier die drei ersten Könige der Ramirez-Dynastie von Aragon, Ramiro I., Sancho Ramírez und Peter I. zusammen mit ihren Frauen.
Das Untergeschoss, in dem die Bestattungen stattfanden, wurde archäologisch ausgegraben und wird heute in diesem ausgegrabenen Zustand den Besuchern präsentiert.  Die Leichen der Könige lagen in Steinsarkophagen in einer Felskammer. Die Außenwand der Gruft wird zum Innenhof hin durch ein Fries aus doppelter Bogenstellung geschmückt. In den Bogen finden sich individuell gestaltete „Grabsteine“, die aber nur Symbole und Ornamente wiedergeben, keine Beschriftung, auch keine Namen.
Das Obergeschoss der Gruft, ein Gedenkraum, wurde in die ehemalige Sakristei der oberen Kirche eingebaut, die aus dem 11. Jahrhundert stammte. Die heutige, barocke Gestaltung des Obergeschosses wurde 1770 unter König Karl III. von Spanien veranlasst. Auf der linken Seite befinden sich vier Stuckreliefs mit Szenen aus der Geschichte Aragons. Vorbild für die Gestaltung war die Grablege im Real Sitio de San Lorenzo de El Escorial.
Neben der unteren Ebene der Gruft – vom Hof aus zugänglich – liegt ein Raum der museal genutzt wird. Weitere Ausstellungsräume befinden sich auf der gegenüber liegenden Hofseite.

### Schutzstatus
Das mittelalterliche Kloster wurde am 13. Juli 1889 zum Nationalmonument erklärt. 1920 wurde die Anlage durch eine Erklärung von König Alfons XIII. als Nationaldenkmal eingestuft. Am 2. Februar 2004 hat die Regierung von Aragonien das Kloster zum Kulturgut (Bien de Interés Cultural) erklärt und auch Umgebungsschutz für das Kulturdenkmal angeordnet.

## Barocke Anlage

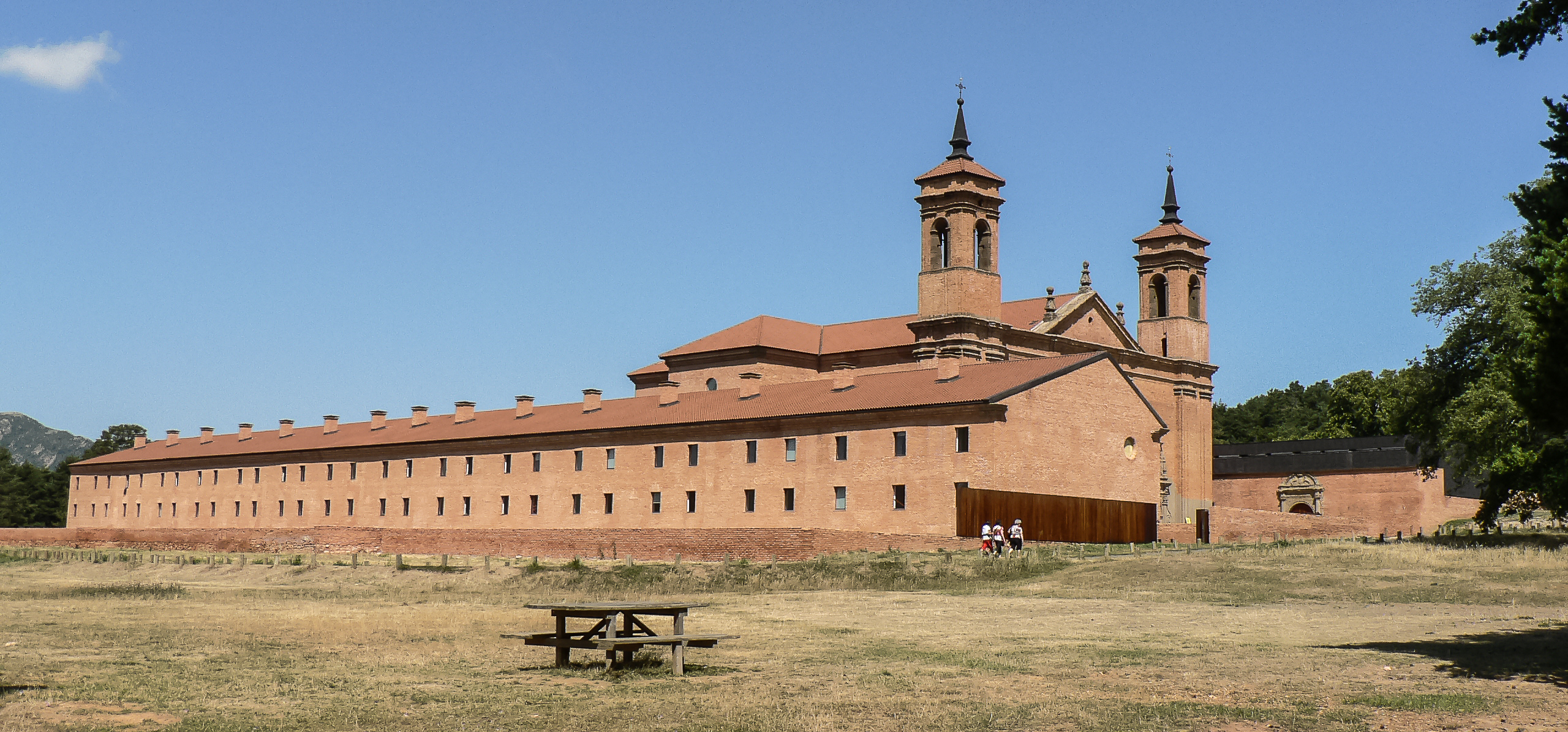
Die barocke Anlage auf der Hochfläche

Das neue Kloster wurde auf dem Hochplateau über dem alten Kloster in barockem Stil und überwiegend aus Mauerziegeln errichtet, weil es in der Umgebung wenig geeigneten Naturstein gab und nach dem Großbrand viel Wert auf Brandschutz gelegt wurde. Das Kloster war 1714 fertiggestellt, reich ausgestattet und mit vielen Nebengebäuden angelegt, von denen heute fast nichts mehr steht. Durch den spanischen Unabhängigkeitskrieg und die Säkularisation der Klöster am Anfang des 19. Jahrhunderts ist heute davon nicht mehr viel übrig. Die barocke Klosteranlage, wurde Ende des 19. Jahrhunderts unter dem aragonesischen Architekten Ricardo Magdalena (1849–1910) restauriert und am 9. August 1923 zum geschützten Baudenkmal erklärt.

## Archiv
Das Archiv des Klosters wurde bei dem Brand 1675 beschädigt. Die erhaltenen Unterlagen befinden sich heute überwiegend im Historischen Nationalarchiv in Madrid, dort in der geistlichen Abteilung. Der Bestand ist in drei große Gruppen unterteilt:
- Ältere Urkunden, zwischen 507 und 1064, die im Cartulario de San Juan de la Peña gesammelt sind.
- Urkunden aus der Zeit von 1064 bis 1194.
- Dokumente, die zwischen 1195 und dem Ende des 15. Jahrhunderts entstanden.

## Legenden

### Gründungslegende des Klosters
Eine Legende besagt, dass ein junger Edelmann, Voto (in einigen Versionen „Oto“), an diesem Ort jagte und dabei auf einen Hirsch stieß. Er folgte der Beute und stürzte dabei, als er den Berg Pano erreichte, in den Abgrund. Sein Pferd aber landete sanft und sicher am Fuße der Schlucht und der Jäger blieb unverletzt. Nach einer anderen Version soll ihm Johannes der Täufer mahnend erschienen sein und ihn so vor dem Sturz in die Tiefe bewahrt haben. Jedenfalls entdeckte Voto am Fuß der Bergwand eine kleine Höhle, in der sich eine dem heiligen Johannes dem Täufer geweihte Einsiedelei befand. Dort fand er die Leiche des Einsiedlers Juan de Atarés. Beeindruckt von der wundersamen Rettung und der Entdeckung ging er nach Saragossa, verkaufte dort zusammen mit seinem Bruder Felix seinen Besitz. Beide zogen als Einsiedler in die Höhle. Die Reliquien von Voto und Felix werden in der Kathedrale von Jaca verehrt.

### Gründungslegende des Königreichs Aragón
Auch die Gründung des Königreichs Aragón wird von der Legende in die Klosterhöhle von San Juan de la Peña verlegt, wo die christlichen Krieger zusammen mit Voto und Félix auf Zuruf beschlossen haben sollen, Garcí Ximénez zu ihrem Anführer zu ernennen, der sie in die Schlacht um das Land von Jaca und Aínsa führte.

### Gralslegende

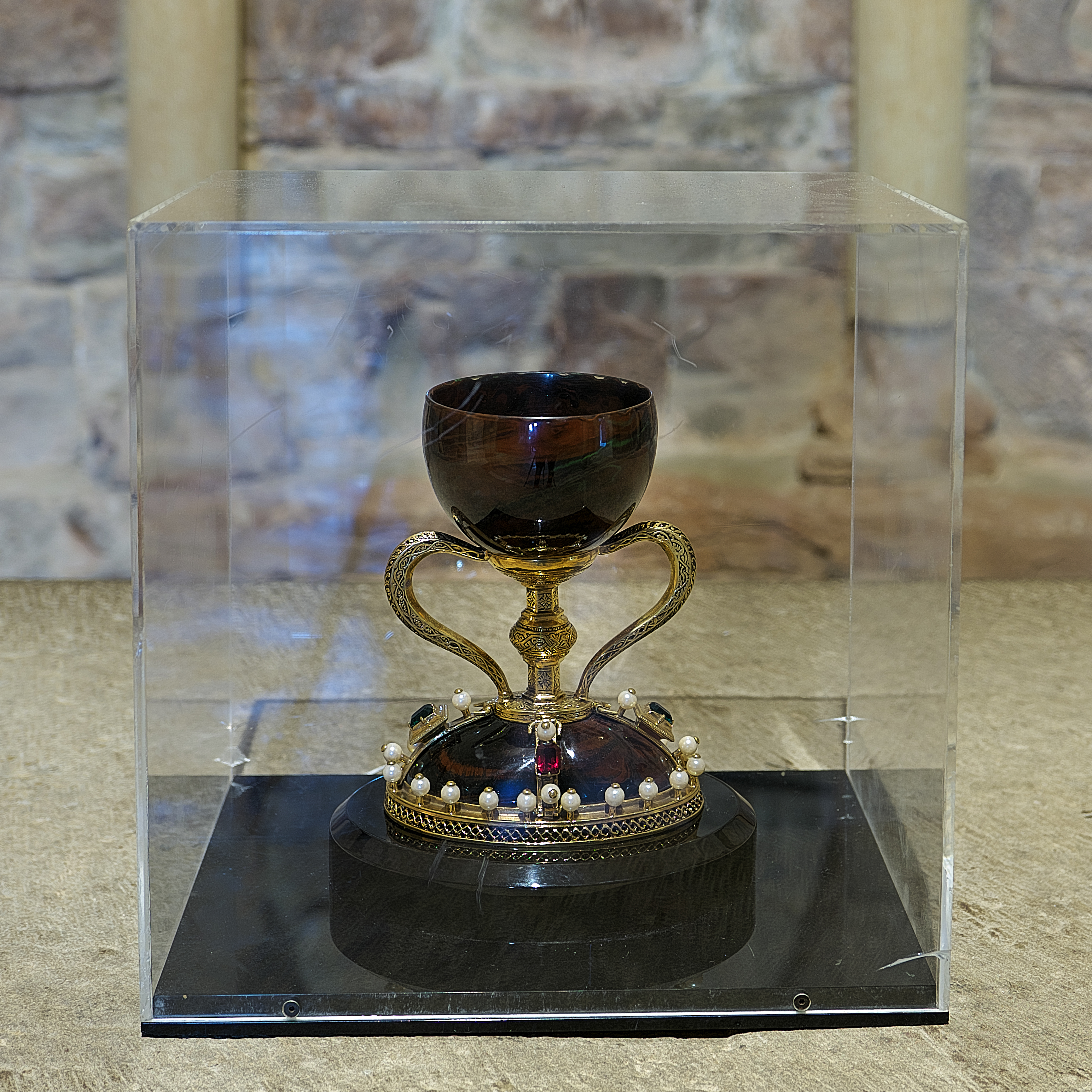
Der Gral (Nachbildung des Santo Cáliz in San Juan de la Peña)

Eine Legende berichtet, dass in San Juan de la Peña der Heilige Gral verwahrt wurde. In einer oft als Beleg angeführten Urkunde von 1071 wird ein Steinkelch erwähnt, es gibt jedoch keinen Hinweis darauf, dass es sich dabei um den heiligen Kelch handelt, der 1399 von San Juan de la Peña nach Saragossa gebracht wurde und der heute mit dem in der Kathedrale von Valencia gezeigten Santo Cáliz identifiziert wird.

## Wissenswert
- Das Kloster ist Teil des aragonischen Jakobsweges.
- Die Umgebung des Klosters ist heute ein wertvolles Biotop und ein Naturdenkmal.[41]